# Mangatarem
Mangatarem est une municipalité de la province de Pangasinan, aux Philippines.